# علي بن دبيس
علي بن دبيس بن صدقة بن منصور الأسدي أمير الحلة، من بني مزيد. وهو آخر من وليها منهم. استولى عليها سنة 540 هـ انتزاعاً من يد أخيه محمد بن دبيس ونشأت عداوات بينه وبين السلطان مسعود السلجوقي، فتخلى عليّ عن دار إمارته سنة 544 هـ وتوفي بالحلة معتزلا عام 545 هـ الموافق 1150 م، وبموته انقرضت إمارة بني مزيد فيها.